# Betracis rugosa
Betracis rugosa är en insektsart som beskrevs av Medler 1988. Betracis rugosa ingår i släktet Betracis och familjen Flatidae. Inga underarter finns listade i Catalogue of Life.